# Michał Dobulewicz
Michał Dobulewicz (ur. 5 października 1884 w Michaliszkach, Suwalszczyzna, zm. 17 grudnia 1970 w Sopocie) – doktor medycyny, chirurg, pułkownik Wojska Polskiego.

## Życiorys
W latach 1907–1912 studiował na Cesarskiej Akademii Wojenno-Medycznej w Petersburgu, pracował następnie w klinice chirurgicznej tamże. W czasie I wojny światowej służył jako chirurg wojskowy w armii rosyjskiej. W 1918 osiadł w Polsce. Początkowo pracował w Zakładzie Anatomii Prawidłowej Uniwersytetu Warszawskiego, wkrótce wstąpił do wojska. Od 1919 był komendantem i naczelnym chirurgiem szpitala polowego w Warszawie, w 1922 przeniesiony został do Łodzi, gdzie pełnił służbę na stanowisku naczelnego lekarza 10 pułku artylerii polowej, a później praktykował w 4 Szpitalu Okręgowym im. gen. dyw. dr med. Felicjana Sławoj-Składkowskiego. Obok służby wojskowej pracował w szpitalu ubezpieczalni społecznej. W 1939 otrzymał stopień pułkownika.
Jako lekarz wojskowy uczestniczył w kampanii wrześniowej. W listopadzie 1939 ponownie znalazł się w Warszawie, obejmując stanowisko ordynatora oddziału chirurgii Szpitala Ujazdowskiego. Od 1943 był ordynatorem oddziału chirurgii i dyrektorem szpitala w Pruszkowie. Zajmował się m.in. opieką nad osobami wygnanymi ze stolicy po powstaniu warszawskim. Po wojnie został oficerem Ludowego Wojska Polskiego i ordynatorem oddziału chirurgicznego Szpitala Okręgowego nr 1 w Warszawie.
Pracował następnie przez krótki czas kolejno w Toruniu, Łodzi i Zgierzu; przez kilkanaście lat był ordynatorem w szpitalu w Pabianicach, gdzie udało mu się stworzyć nowoczesny oddział chirurgiczny. W 1959 przeszedł na emeryturę, ale kontynuował pracę w Miejskiej Poradni Chirurgicznej w Pabianicach, udzielał również wskazówek młodszym lekarzom. Pochowany na cmentarzu katolickim w Sopocie (kwatera E6-A-4).

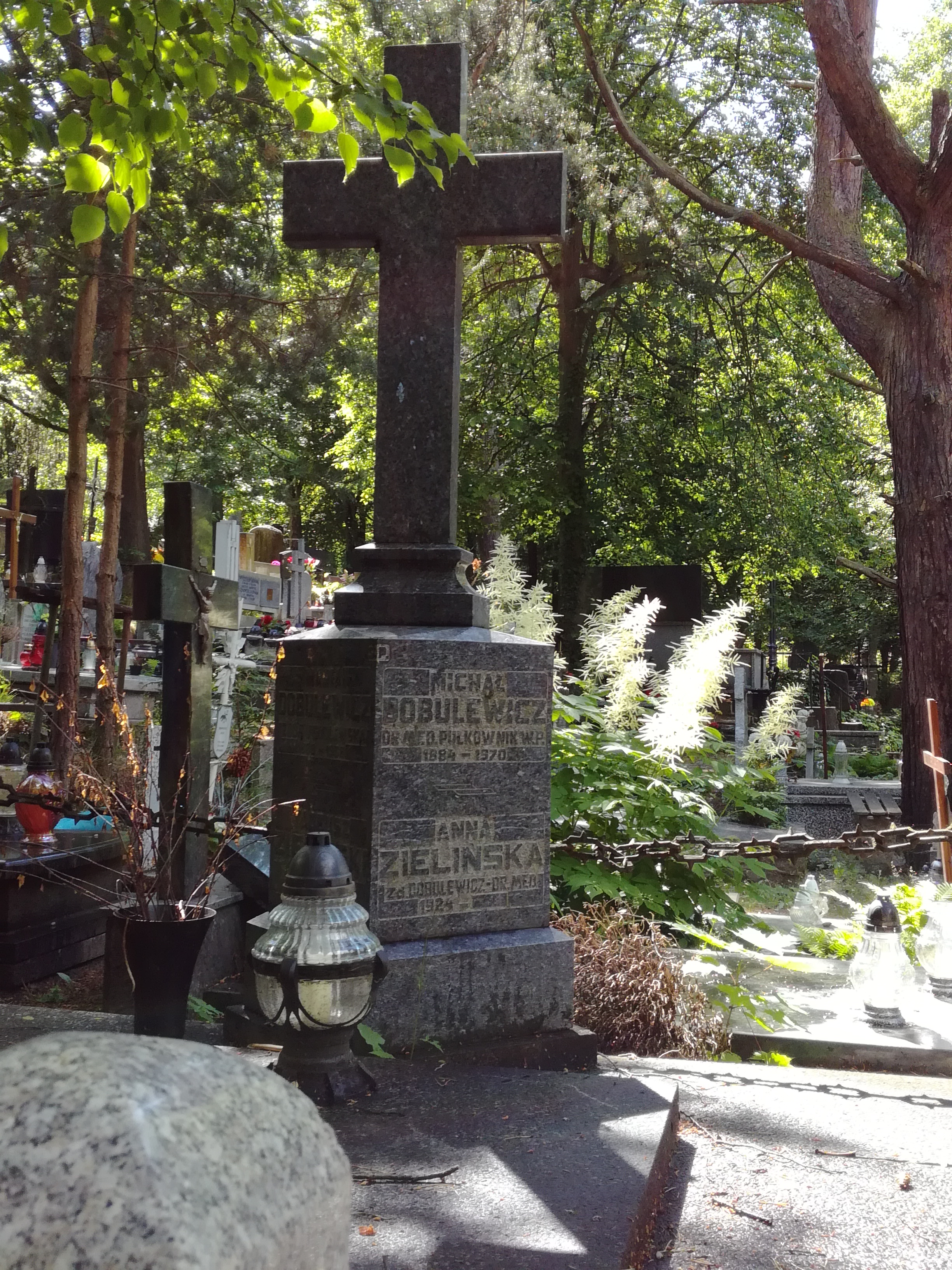
Grób płka Michała Dobulewicza na cmentarzu katolickim w Sopocie

## Ordery i odznaczenia
- Krzyż Kawalerski Orderu Odrodzenia Polski (9 listopada 1932)[2]

## Awanse
- major - zweryfikowany ze starszeństwem z dniem 1 czerwca 1919 r.
- podpułkownik - ze starszeństwem z dniem 1 stycznia 1929 r.
- pułkownik - ze starszeństwem z dniem 19 marca 1939 r.